# Richard Stapley
Richard Stapley, também conhecido como Richard Wyler (Westcliff, 20 de junho de 1923 - Palm Springs, 5 de março de 2010),  foi um ator inglês.